# Microplitis isis
Microplitis isis är en stekelart som beskrevs av De Saeger 1944. Microplitis isis ingår i släktet Microplitis och familjen bracksteklar. Inga underarter finns listade i Catalogue of Life.